# Callipallene emaciata
Callipallene emaciata là một loài nhện biển trong họ Callipallenidae. Loài này thuộc chi Callipallene. Callipallene emaciata được miêu tả khoa học năm 1881 bởi Dohrn.